# Camila Recabarren
Camila Recabarren (Copiapó, 22 de março de 1988) é uma modelo chilena.

## Biografia
Eleita Miss Chile, foi escolhida em 26 de junho de 2012, a vencedora do Miss Mundo Chile em 2012, competindo no Miss Mundo de 2012, em Ordos, China, em 18 de agosto de 2012.
No percurso para a última noite de Miss Mundo 2012, ela foi selecionada como uma das Top 10 finalistas na Top Model Fast Track, e também para um desfile de moda da Erdos 1436.